# Nørreport

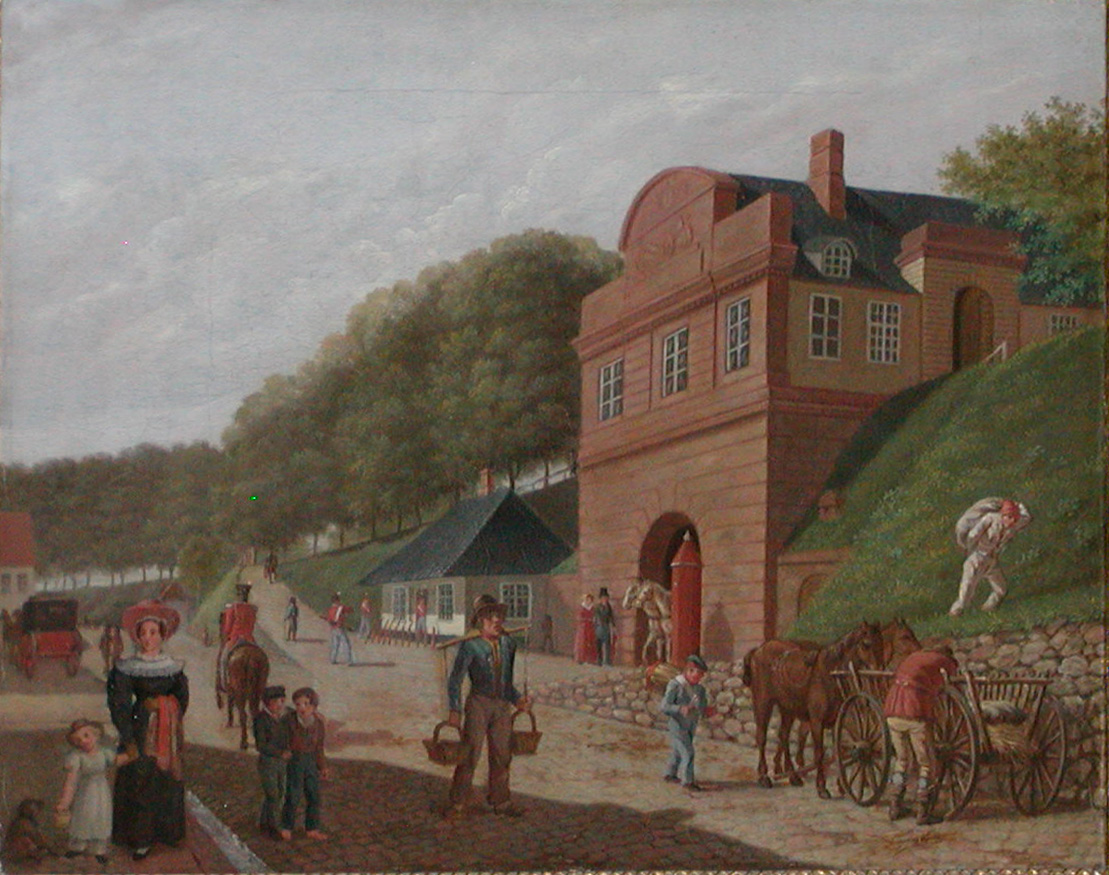
Parti av Nørreport inifrån staden. Målad under första halvan av 1800-talet av C.W. Eckersberg.
Målerisamlingen på Frederiksborgs slott.

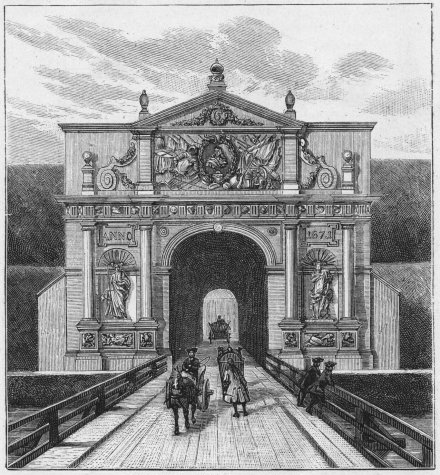
Nørreport sedd utifrån

Nørreport var en av Köpenhamns fyra stadsportar. De andra tre var Østerport, Vesterport och Amagerport.
Nørreport var infartsport för resande från Norge och Sverige, vilka kom via Helsingör. På grund av sin placering användes den också av resande från östra och norra Själland. Eftersom de danska kungliga som använde Frederiksborgs slott som sommarresidens reste genom Nørreport, namngavs gatan innanför porten Frederiksborggade, som den heter än idag.
En äldre port ersattes 1671 av en nyare under Kristian V:s regeringstid efter ritningar av Lambert van Haven. Den nya porten blev Köpenhamns högsta och mest utsmyckade stadsport. Utsmyckningen var i sandsten och bestod bland annat av en kvinnofigur på vardera sida av porten som symbol för gudsfruktan och rättvisa. Detta anknöt till Kristian V:s valspråk "Gudsfrygt og retfærdighed".
Nørreport revs 1857 i samband med avvecklingen av befästningsvallarna.